# Forstbetriebsverband
Ein Forstbetriebsverband ist ein Zusammenschluss von Waldeigentümern in der Form einer Körperschaft des öffentlichen Rechts mit dem Zweck, die Bewirtschaftung der angeschlossenen Waldflächen zu verbessern. Die Rechtsverhältnisse der Forstbetriebsverbände sind in den §§ 21–36 BWaldG und in landesrechtlichen Ausführungsbestimmungen geregelt.
Im Gegensatz zu privatrechtlich organisierten Forstbetriebsgemeinschaften können Forstbetriebsverbände nur für forstwirtschaftlich besonders ungünstig strukturierte Gebiete gebildet werden, wenn die Eigentümer sich trotz Aufforderung der Forstbehörde nicht auf die Gründung einer Forstbetriebsgemeinschaft verständigen können, aber mindestens zwei Drittel der Eigentümer, die zugleich zwei Drittel der Fläche vertreten, der Verbandsgründung zustimmen. Dies unterscheidet sie auch von den Waldgenossenschaften  in Nordrhein-Westfalen, die zwar ebenfalls Körperschaften des öffentlichen Rechts sind, aber auch auf freiwilliger Basis auf Antrag aller Waldeigentümer gebildet werden können.